# Estação Tomberg
Tomberg é uma estação da linha 1 do Metro de Bruxelas.

Tomberg está muito perto do metro, existe lá uma piscina e um grande hipermercado chamado GB de tamanho equivalente ao Carrefour português e a outros grandes hipermercados.